# François-Auguste Mignet

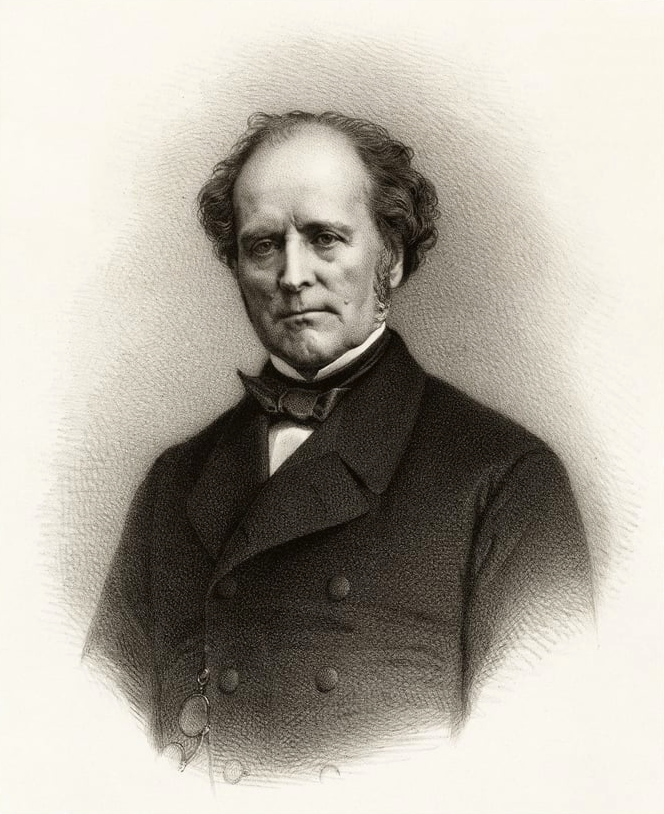
François-Auguste Mignet um 1865

François-Auguste Mignet (* 8. Mai 1796 in Aix-en-Provence; † 24. März 1884 in Paris) war ein französischer Historiker und Rechtsanwalt. Er wurde 1830 Staatsrat und Direktor des Archivs im Ministerium des Auswärtigen, 1848 aber dieser Stellung enthoben.

## Leben
Mignet studierte zunächst bis 1815 in Avignon und danach weitere drei Jahre an der Universität Aix-Marseille. 1821 siedelte er gemeinsam mit seinem Freund Adolphe Thiers, ebenfalls ein Historiker, nach Paris über, wo er als Journalist tätig war. 1824 erschien seine zweibändige Geschichte der Französischen Revolution (Histoire de la révolution française), ein Werk, das gemeinsam mit Thiers’ gleichnamigem in der Rezeption der Revolution noch bis heute fortwirkt. Beate Gödde-Baumanns schreibt dazu:

„Das 2bändige, reflektierend-analytische Werk von Mignet […] und das 10bändige, vorwiegend narrative Werk von Thiers […] trugen entscheidend zur Entstehung des liberalen Revolutionsmythos bei. Neuartig auf seiten der Anhänger der Revolution war ihre sogenannte fatalistische Interpretation, wonach die Französische Revolution sich nicht in einen bejahens- und einen verdammenswerten Teil aufspalten lasse, sondern ein Ganzes bilde, da ihr Verlauf die unausweichliche Folge der gegebenen Umstände gewesen sei. Beide Werke haben […] zweifellos das geistig-politische Klima für die Julirevolution von 1830 mit vorbereitet.“

Die römisch-katholische Glaubenskongregation setzte das Werk per Dekret vom 5. September 1825 auf den Index.
Im Jahr 1830 war Mignet an der Julirevolution als Mitunterzeichner der Petition gegen König Karl X. beteiligt.  Unter dem „Bürgerkönig“ Ludwig Philipp, der nach der Revolution eingesetzt wurde, war er von 1830 bis 1848 Direktor der Archives au ministère des Affaires. Er belegte ab 1832 den Fauteil 6 der in diesem Jahr neu gegründeten Académie des sciences morales et politiques und wurde 1836 zum secrétaire perpétuel (Schriftführer auf Lebenszeit) dieser Gelehrtengesellschaft erhoben. Am 29. Dezember 1836 wurde er in die Académie française gewählt, 1846 wurde er Mitglied der Académie royale des Sciences, des Lettres et des Beaux-Arts de Belgique, 1868 der Königlich Dänischen Akademie der Wissenschaften und 1876 der American Academy of Arts and Sciences.

## Werke

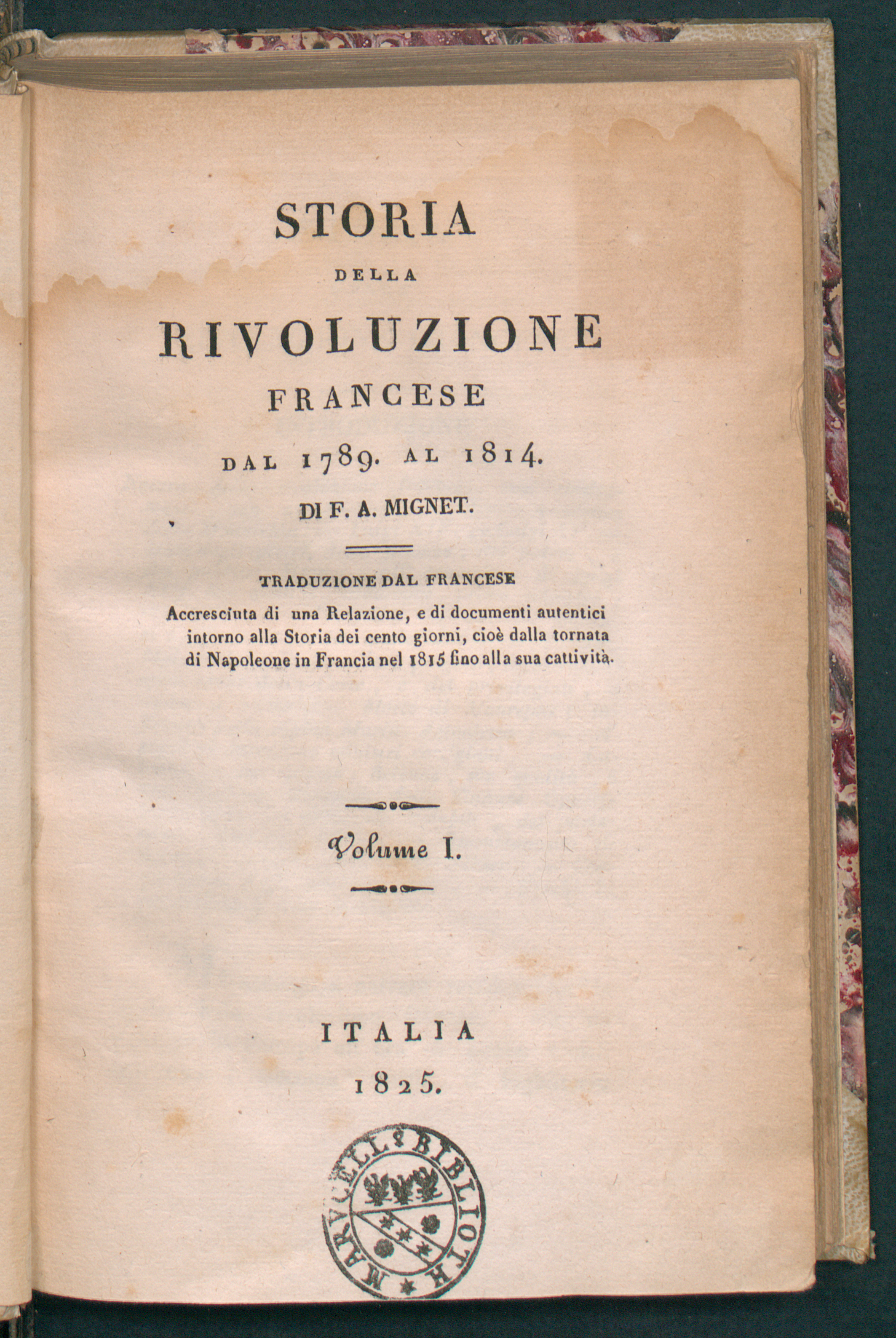
Histoire de la Révolution française depuis 1789 jusqu'en 1814

- De la féodalité des institutions de Louis IX., Paris 1822
- Histoire de la révolution française, ebd. 1824; in die deutsche Sprache übersetzt „nach der verbesserten und vermehrten neuesten oder fünften Originalausgabe“ von August Schäfer, Verlag Heinrich Hoff, Mannheim 1836
- 10. A. ebd. 1840
- Histoire de la ligue, Paris 1829, 5 Bde.
- Histoire de la réformation, Paris 1833
- Notices et Mémoires historique, Paris 1843
- Antonio Perez et Philippe II., Paris 1845
- Histoire de la révolution française depuis 1789 jusqu'en 1814. Quedlinbourg 1847 (Digitalisat)
- Notices historique sur la vie et les travaux de M. Rossi, Paris 1849
- Histoire de Marie Stuart, Paris 1850, 2 Bde.
- La Rivalité de François Ier et de Charles-Quint, 1875